# 萬查克區
萬查克區（西班牙語：Distrito de Wánchaq），是秘魯的一個區，位於該國南部庫斯科大區的庫斯科省，始建於1955年6月10日，面積6.38平方公里，海拔高度3,366米，2005年人口54,524，人口密度每平方公里8,500人。